# Praxeologia
Praxeologia ou praxiologia (do grego antigo πρᾶξις, praxis, ação, prática + -λογία, -logia, estudo) é uma teoria que tenta explicar a estrutura lógica da ação humana, baseada na noção de que os humanos se envolvem no comportamento proposital, ao contrário do comportamento reflexivo e outro comportamento não intencional. Comumente se relaciona com a obra do economista austríaco Ludwig von Mises e seus seguidores da Escola Austríaca. Para Mises, praxeologia é o estudo dos fatores que levam as pessoas a atingirem seus propósitos.
Para a praxeologia a Ação humana é todo comportamento propositado, aquele que busca atingir um dado fim, de longo alcance. Comportamento propositado é consciente, o oposto de comportamento inconsciente, isto é, do comportamento realizado por atos reflexos, respostas involuntárias das células e nervos do corpo aos estímulos. Para Ludwig von Mises, a praxeologia é uma ciência formal: "O conhecimento humano é condicionado pela estrutura da mente humana. O conteúdo do pensamento do homem primitivo difere do conteúdo do nosso pensamento, mas a estrutura formal e lógica é comum a ambos. A praxeologia é neutra em relação a todos os julgamentos de valor e à escolha de objetivos finais. Sua tarefa não é a de aprovar ou desaprovar, mas a de descrever o que é."

## Economia Austríaca
A Economia austríaca na tradição de Ludwig von Mises depende fortemente da praxeologia no desenvolvimento de suas teorias econômicas. Mises considerava a economia uma subdisciplina da praxeologia. Os economistas da Escola Austríaca, seguindo Mises, usam a praxeologia e a dedução, em vez de estudos empíricos, para determinar os princípios econômicos. De acordo com esses teóricos, com o Axioma de ação como ponto de partida, é possível tirar conclusões sobre o comportamento humano que são objetivas e universais. Por exemplo, a noção de que os seres humanos se envolvem em atos de escolha implica que eles têm preferências, e isso deve ser verdade para qualquer pessoa que exiba comportamento intencional.
Os defensores da praxeologia também dizem que ela fornece insights para o campo da ética.
Em 1951, Murray Rothbard dividiu os subcampos da praxeologia da seguinte forma:
A. A Teoria do indivíduo isolado (Economia Crusoé)
B. A Teoria do intercâmbio interpessoal voluntário (Catalactics, ou a economia do mercado)
1. Escambo
2. Com Meio de troca
a. Sobre o Mercado Livre
b. Efeitos do Intervenção Violenta com o mercado
c. Efeitos da Abolição violenta do mercado (socialismo)
C. A Teoria da Guerra - Ação Hostil
D. A Teoria dos jogos (Teoria Dos Jogos) (como von Neumann e Morgenstern)
E. Desconhecido

## Ação como a manifestação da vontade humana
Mises define ação como “uma manifestação da vontade humana”; ação como sendo um “comportamento propositado”. Para ele, um homem em estado de contentamento ou de satisfação não busca realizar ações. O homem busca sempre substituir um estado menos satisfatório por outro mais satisfatório. Sua mente imagina situações que lhe são mais propícias (planejamento) e sua ação procura realizar esta situação desejada (implementação e desenvolvimento). 
A força que impele o homem à ação é sempre um desconforto com seu estado atual ou sua situação no mundo. O homem perfeitamente satisfeito com a sua situação não teria incentivo para mudar seu estado de vida. Mises diz: "Não teria nem aspirações nem desejos; seria perfeitamente feliz. Não agiria; viveria simplesmente livre de preocupações." 
Além do desconforto e da imagem mental de uma situação melhor, há a condição de que o homem espere – isto é, tenha a expectativa - de que seu comportamento propositado tenha o poder de afastar ou pelo menos aliviar o seu desconforto. 
Se não existir esta expectativa, não se dá a ação e o homem passa a ser um conformista. 
Se por outro lado, o homem consegue atingir seus fins, dizemos que é “feliz”. Ou melhor, dizemos que “está mais feliz do que estava antes.”
Para Mises, o homem realiza a ação em busca de sua felicidade. O objetivo final da ação humana é, sempre, a satisfação do desejo do agente homem. Não há outra medida de maior ou menor satisfação, a não ser o julgamento individual de valor, diferente de uma pessoa para outra, e para a mesma pessoa em diferentes momentos. 
O que faz uma pessoa sentir-se desconfortável, ou menos confortável, deriva de critérios decorrentes de sua própria vontade e julgamento, de sua avaliação pessoal e subjetiva. Assim, nenhuma pessoa tem condições de determinar o que faz outra pessoa feliz.
Mas a busca da ação não pode ser identificada com as antíteses egoísmo e altruísmo, materialismo e idealismo, ateísmo e religião. Há pessoas cujo único propósito é desenvolver as potencialidades de seu ego. Há outras para as quais ter consciência dos problemas de seus semelhantes lhes causa tanto desconforto ou até mesmo mais desconforto do que suas próprias carências. Há pessoas que desejam apenas a satisfação de seus apetites para a relação sexual, comida, bebida, boas casas e outros bens materiais. 
Todas estas insatisfações podem ser a causa de uma ação. Depende da pessoa.

## Críticas
Thomas Mayer acredita que a rejeição da escola austríaca do método científico, que emprega Positivismo e Empirismo no desenvolvimento de  teorias, invalida sua metodologia. 
Já os autores da escola austríaca acreditam que o positivismo lógico não é capaz de explicar ou prever as ações humanas e que dados empíricos por si só são insuficientes para descrever a economia, pois estes dados seriam incapazes de falsear teorias econômicas, fazendo com que o positivismo lógico não se torne um método apropriado para conduzir os estudos da ciência econômica.
O economista Mark Blaug também criticou o apoio extremo ao individualismo metodológico, pois este acabaria por criar proposições macroeconômicas impossíveis de serem aplicadas na microeconomia, rejeitando na prática sua contribuição macroeconômica.